# Robin Kornman

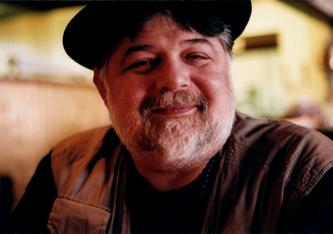
Robin Kornman

Robin Kornman (New Orleans, 17 april 1947 - Milwaukee 31 juli 2007) was een Amerikaans tibetoloog en boeddholoog.
Kornman behaalde zijn doctoraat aan de Princeton-universiteit, waar hij professor was in de Comparatieve Literatuur. Het meest bekend werd hij vanwege zijn verschillende werken en artikelen over het Tibetaans boeddhisme en zijn vertalingen uit het Tibetaans, onder andere van het Epos van koning Gesar. Kornman was gedurende lange tijd student bij Chögyam Trungpa. Hij is de oprichter van het Nalanda Translation Committee. 